# تامارین جفری
تامارین جفری (نام علمی: Saguinus geoffroyi) نام یک گونه از سرده تامارین است.این گونه در پاناما و کلمبیا یافت می‌شود.این گونه از تامارین‌های روز گرد محسوب می‌شود.تامارین جفری یک میمون کوچک است. با طولی بین ۲۲۵ و ۲۴۰ میلی‌متر می‌باشد .طول دم این میمون نیز ۳۱۴و۳۸۶میلی متر است.وزن نرهای این گونه ۴۸۶گرم و وزن ماده‌هایش نیز ۵۰۷گرم است.